# Uronsyror
Uronsyror är naturligt förekommande, envärda karboxylsyror, som bildas genom biologisk oxidation av vissa enkla sockerarter (aldoser). Till de viktigaste räknas glukuronsyra, mannuronsyra och galakturonsyra, vilka bl. a. uppträder i mucopolysackarider, pektin, alginsyra och hemicellulosa.
De är sockerarter i vilka det terminala kolets hydroxylgrupp har oxiderats till en karboxylsyra. Oxidation av den terminala aldehyden ger istället en aldonsyra, medan oxidation av både den terminala hydroxylgruppen och aldehyden ger en aldarsyra. Namnen på uronsyror är i allmänhet baserade på dess modersocker, men några av de vanligaste har inte direkta föräldrar, utan bildas genom epimerisering (t.ex. är iduronsyra en epimer av glukuronsyra). Uronsyror som har sex kolatomer kallas hexuronsyror.

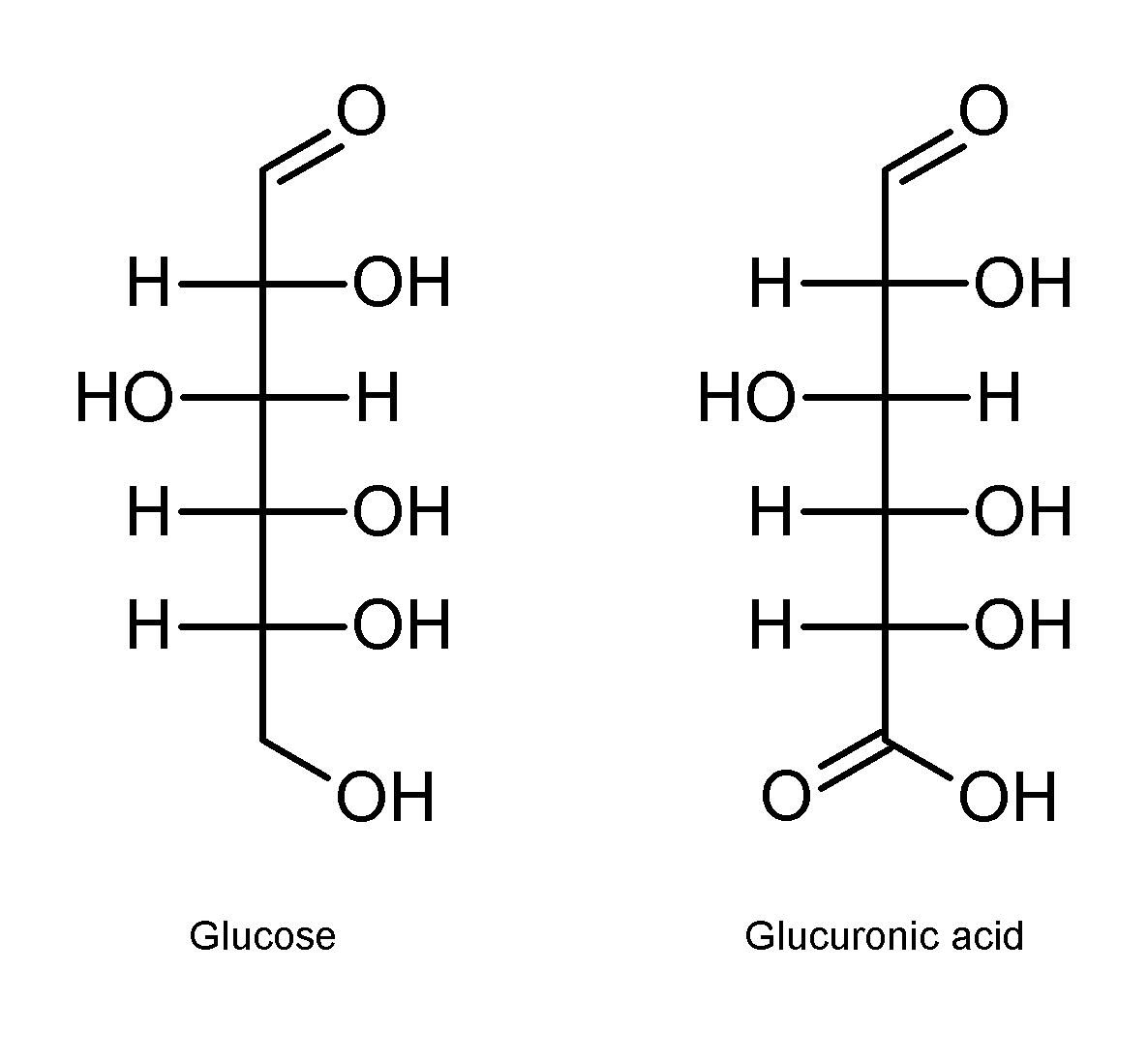
Fischers projektioner av glukos och glukuronsyra. Glukosens terminalkols primära alkoholgrupp har oxiderats till en karboxylsyra.

## Exempel
Vissa av dessa föreningar har viktiga biokemiska funktioner; till exempel är många avfall i kroppen och utsöndras i urinen som deras glukuronatsalter, och iduronsyra är en komponent i vissa strukturella komplex som proteoglykaner.